# Hadena protai
Hadena protai är en fjärilsart som beskrevs av Emilio Berio 1978. Hadena protai ingår i släktet Hadena och familjen nattflyn. Inga underarter finns listade i Catalogue of Life.